# Good Neighbor Policy
Good Neighbor Policy var benævnelsen på den udenrigspolitik, som blev ført af den amerikanske præsident Franklin D. Roosevelt og hans administration over for landene i Latinamerika. USA ønskede at have gode forhold til sine sydlige naboer især på en tid, da konflikter tiltog i antal, og denne politik var mere eller mindre ment som en måde at samle støtte i Latinamerika. Gennem Good Neighbor Policy skulle USA holde øje med Latinamerika på en mere fredfyldt måde end tidligere. Den afsluttede den foregående periode med upopulære militære interventioner og gik over til andre metoder for at fastholde USAs indflydelse i Latinamerika: panamerikanisme, støtte til stærke lokale grupper, træning af nationale garder, økonomisk og kulturel indblanding, lån fra eksport-import-banken, overvågning af finanser og politisk subversion.
Den 4. marts 1933 udtalte Roosevelt under sin indsættelsestale at: 
"Når det gælder verdenspolitik, vil jeg, at denne nation skal følge politikken med den gode nabo – naboen som bestemt respekterer sig selv, og fordi han gør det, også respekterer retten hos andre."
Dette blev stadfæstet af Cordell Hull, Roosevelts udenrigsminister, på en konference for staterne i Amerika i Montevideo i december 1933. Hull sagde at: 
"Intet land har ret til at intervenere i indenrigs- eller udenrigspolitikken til andre lande."
Endnu tydeligere blev det i december samme år, da Roosevelt igen gav verbalt bevis på, at der var ændringer på vej med hensyn til den amerikanske politik i området ved at udtale at: 
"Den absolutte politik for USA fra nu af er at være imod væbnet intervention."